# Leymus latiglumis
Leymus latiglumis är en gräsart som beskrevs av Nikolai Nikolaievich Tzvelev. Leymus latiglumis ingår i släktet strandrågssläktet, och familjen gräs. Inga underarter finns listade i Catalogue of Life.